# Csótányok
A csótányok (Blattodea) a rovarok (Insecta) osztályában az újszárnyúak (Neoptera) egyik rendje. Korábban a botsáskákkal és az imádkozó sáskákkal közös rendbe sorolták őket annak ellenére, hogy alkatuk módfelett különböző.

## Előfordulásuk
A csótányok világszerte megélnek, a sarkvidékek kivételével. A legtöbb fajt a trópusokon találjuk.
Európában sok apróbb termetű fajuk honos, az emberi környezetben megtelepedett nagyobbakat más földrészekről hurcoltuk be.
A legismertebb európai fajok:
- német csótány vagy muszkabogár (Blattella germanica) – Afrikából hurcoltuk be, őshazája Ázsia
- amerikai csótány (Periplaneta americana) – Afrikából hurcoltuk be
- konyhai csótány vagy svábbogár (Blatta orientalis) – őshazája ismeretlen (valószínűleg India)
- lapp erdeicsótány (Ectobius lapponicus) – Magyarországon is honos
- fakó erdeicsótány (Ectobius pallidus).

## Megjelenésük, felépítésük
Testhosszuk fajtól függően 1–6 centiméter. Legerősebb és legstabilabb testrészük a tor. A legpuhább és csupán gyenge izmokkal ellátott testrészük a potroh, ebben van a legtöbb belső szervük.
Fejük jól fejlett, pajzzsal védett. Szájszervük rágó típusú. A fejből két hosszú, sok ízből álló csáp nyúlik ki. Nagy összetett szemükkel jól látnak. A két szárnypár a tor mentén egymás fölött helyezkedik el: a felső pár erős, és csak védő szerepe van. Egyáltalán nem, vagy rosszul repülnek, több faj nősténye a szárnyait el is vesztette. Bűzmirigyük van.
Lárváik igen hasonlítanak a felnőtt rovarokra, de még szárnyatlanok.

### Keringési rendszerük
Szívük a tergitek alatt, a középsíkban helyezkedik el a test teljes hosszában. Két részből áll: a hátsó szakasz a 12 kamrából (ampulla) álló tulajdonképpeni szív; előtte mindkét oldalon billentyűkkel záródó nyílások (ostiumok) vannak. Az elülső szakasz a tor második szelvényétől az agydúcig tart, ez a főér (aorta).
A kamra izomzatának elernyedésekor (diastole) a vérnyirok a nyílt ostiumokon (nyílásokon) a szív üregébe áramlik. A kamrák hátulról elölre terjedő kontrakciós hulláma (systole) zárja az ostiumokat, és az aortába préseli a haemolymphát.
Potrohukban 4, a torukban 2 pár harántedény van, ezek betorkollásaitól kis billentyűk terelik a szívben elölre áramló haemolymphát a szervezet szükségletének megfelelő oldaledényekbe. Az oldaledények falában nincs izomréteg. Az aortában elölre áramló haemolympha relatív túlnyomást okoz a fejben, így onnan a folyadék a kisebb nyomású területek felé áramlik. A ventrális diafragma izomzatával és lassú kontrakciójával a hasdúclánc körül okoz kisebb túlnyomást, onnan a haemolympha dorzális irányba folyik. Ez inkább a perikardiális szinusz relatíve kisebb nyomása miatt van így, ugyanis a dorzális diafragma nyugalmi állapotban ív alakban hajlott, és benne szelvényenként legyező irányú izmok futnak. Amikor ezek összehúzódnak, a diafragma kiegyenesedik, és vízszintes lesz. A perikardiális szinusz térfogata nő, nyomása csökken, és a haemolympha a perivisveralis térből ideáramlik. Innen aztán a szív újra a fejbe, illetve az oldaledényekbe pumpálja tovább a haemolymphát.

### Női ivarszervek
A páros petefészek (ovarium) 8-8 petecsőből (ovariolum) áll, amelyek a potroh harmadik szelvényének tergitjéhez végfonállal (filum terminale) kapcsolódnak. A végfonál után a csírakamra (germarium) következik, ebben lesznek az őscsírasejtekből petesejtek. A csírakamra alsó szakaszában a petesejtekhez praefollicularis sejtek kapcsolódnak és így haladnak tovább a szikkamrába (vitellarium). A praefollicularis sejtejből egyrétegű táplálóréteg (folliculushám) képződik, amelynek sejtjei zsírokat, glikogént vesznek fel és beépítik a petesejt szikanyagába. A szikképzés után a folliculushám sejtjei peteburkot (chorion) képeznek. Ezen egy nyílás van, a micropyle, később itt tudnak a hímivarsejtek a petesejthez jutni. A nőstény párzóképes állapotba kerül, ahogy az első petesejtek a szikkamrába kerülnek.
A petecsövek kivezető csövei egyesülnek, belőlük lesz a két petevezető (oviductus), amelyek hamarosan egyesülnek hüvellyé (vagina), ami már páratlan.
A vagina két oldalán ondótartályok (receptaculum seminis) vannak és ezek mirigyei (ez páratlan). Az ondótartályokban tárolódnak a párzótárs hímivarsejtjei, a mirigyek pedig táplálják azokat.
A járulékos mirigy páros szerv, mely apró, fehér csövekből épül fel. Kivezetőcsövük a csökevényes tojócső lemezei között nyílik, feladata a petetok (ootheca) falának képzése.
A vagina alatt költőtasak nyílik, ami egy köztakaró-visszatűrődés, egy vakzsák, ami a torig visszahúzódik. Falát cuticula borítja, sok körkörös és hosszanti izma van és sűrű a tracheahálózata.
A külső ivarszerveket alulról a nagy felületű subgenitalis lemez fedi el. Legfelül paraproct lemezek vannak, rajtuk találhatók a cercusok és közöttük nyílik az anus. A paraproct lemezek alatt találhatók a valvulák (a párzásban, a peterakásban, a peték újrafelvételében van szerepük) amelyek a tojócső (ovipostor) elcsökevényesedett maradványai. Közöttük nyílik a járulékos mirigy kivezetőcsöve, alattuk a hüvely nyílása, a vagina alatt pedig a költőtasak nyílása található.

### Hímivarszervek
A fehér, apró, gömb alakú herék (testis) a 7. potrohszelvény tergitjéhez rögzülnek. A spermiumok valószínűleg folyamatosan érnek meg a herékben. Az ondóvezető (ductus deferens) a járulékos mirigy tövéhez juttatja a hímivarsejteket, ismeretlen a funkciója. Széles kivezetőcsövébe torkollanak az ondóvezetők, ezért ondóhólyagnak (vesicula seminalis) is nevezik. Ez a páratlan ondókilövellő csőben (ductus ejaculatorius) folytatódik. Ehhez egy összetett csöves mirigy, a phallus-mirigy csatlakozik, ami spermatophorává alakítja a spermiumokat.
A külső ivarszervek felett láthatók a paraproct lemezek, a cercusok és az anus. Ezek alatt a horog formájú, aszimmetrikus külső ivarszervek találhatók. Oldalsó részeik, a paramerek a párzáskor történő összekapcsolódást biztosítják. Ettől medialisabban fekszik a hypophallus – ennek belsejében van a penis, rajta nyílik az ondókilövellő cső.

## Életmódjuk
Éjjel aktívak; nappal falrepedésekben és egyéb rejtekhelyeken húzzák meg magukat. Többnyire magányosak, de időnként nagy csapatokban tűnnek fel. Mindenevők; táplálékukat éles szaglásukkal keresik.

## Szaporodásuk
A szaporodási időszak a fajtól és az éghajlattól függ. Petéiket mirigyeik megkeményedett váladékával körülvett petetokokban (ootheca), (kokon) rakják le — egy-egy ilyen petetokban 5–50 pete lehet. Egyes fajok magukkal cipelik a petetokot, mások pedig elevenen hozzák világra kicsinyeiket.
Epimorfózissal fejlődnek — ez azt jelenti, hogy a kikelő ivadék testszelvényeinek száma megegyezik a felnőtt állatéval (imágóéval), amelyre külseje és életmódja is hasonlít. A felnőtt méretet fokozatosan, külön fejlődő, szelvényszerző szakaszok beiktatása nélkül éri el.
A peték kifejlődéséhez a hőmérséklettől és a levegő nedvességtartalmától függően rendszerint 5–10 nap kell. Az egészen fiatal csótányok fehérek, de néhány órán belül színt kapnak. Egy fiatal egyed rendszerint 1–1,5 hét után fejlődik felnőtt csótánnyá.

## Rendszerezésük
A rendet három öregcsaládra, illetve 14 családra (ezek fele már kihalt) tagolják. A családok:
- Eleventojó csótányok (Blaberidae)
- Kiscsótányok (Blattellidae  = Ectobiidae)
- Csótányfélék avagy nagycsótányok (Blattidae)
- Cryptocercidae
- Nocticolidae
- Polyphagidae
- Tryonicidae

† Blattulidae

† Caloblattinidae

† Liberiblattinidae

† Mylacridae

† Phyloblattidae

† Raphidiomimidae

† Umenocoleidae